# Twardnik japoński

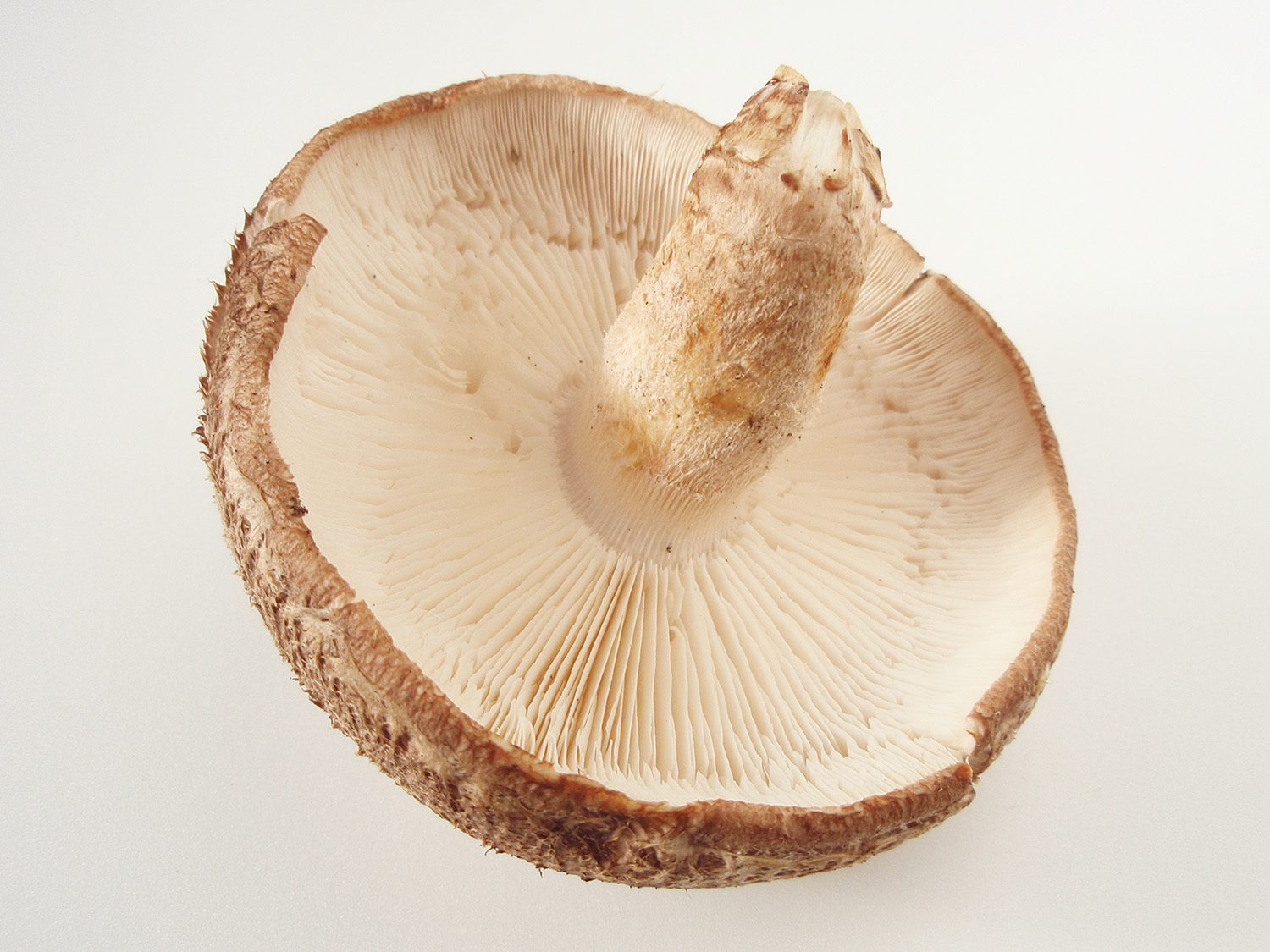

Twardnik japoński, twardziak jadalny (Lentinula edodes (Berk.) Pegler), jap. shiitake 椎茸 lub シイタケ – gatunek grzybów należący do rodziny Omphalotaceae.

## Systematyka i nazewnictwo
Pozycja w klasyfikacji według Index Fungorum: Lentinula, Omphalotaceae, Agaricales, Agaricomycetidae, Agaricomycetes, Agaricomycotina, Basidiomycota, Fungi.
Po raz pierwszy takson ten zdiagnozował w 1878 roku Miles Joseph Berkeley, nazywając go Agaricus edodes. Obecną, uznaną przez Index Fungorum, nazwę nadał mu w 1976 roku David Pegler, przenosząc go do rodzaju Lentinula.
Niektóre synonimy naukowe:

- Agaricus edodes Berk. 1878
- Armillaria edodes (Berk.) Sacc. 1887
- Collybia shiitake J. Schröt. 1886
- Cortinellus shiitake (J. Schröt.) Henn. 1899
- Lentinus edodes (Berk.) Singer 1941
- Lentinus mellianus Lohwag 1918
- Lentinus shiitake (J. Schroeter) Singer 1936
- Lentinus tonkinensis Pat. 1890
- Lepiota shiitake (J. Schröt.) Nobuj. Tanaka 1889
- Mastoleucomyces edodes (Berk.) Kuntze 1891
- Tricholoma shiitake (J. Schröt.) 1918[2]

Polską nazwę temu grzybowi nadał Władysław Wojewoda, w 1998 roku; wcześniej w polskich publikacjach mykologicznych opisywany był jako twardziak jadalny lub twardziak uprawny.

## Morfologia
Brązowy lub brązowawy grzyb o kapeluszu dochodzącym do 20 cm średnicy i trzonie o 3–4 cm grubości. Kolor trzonu jasnoczerwonobrązowy z łuskami nieco ciemniejszymi w górnej części powierzchni. Hymenofor białawy, gęsty i szeroki, w późniejszym okresie przechodzący w czerwonawą plamistość. Miąższ biały w smaku lekko kwaskowatym.

## Występowanie i siedlisko
Występuje na terenach Azji Wschodniej, w Chinach, Japonii, na Półwyspie Indochińskim. W Chinach i Japonii grzyb ten jest grzybem uprawianym w szklarniach i na wolnym powietrzu. W Europie podjęto próby uprawy w Eberswalde w Niemczech jeszcze przed II wojną światową.
Grzyb nadrzewny. Owocniki wyrastają w grupach, na martwym drewnie liściastym (grab, kasztan, buk, dąb, Pasania).

## Zastosowanie
- Grzyb jadalny będący grzybem uprawnym. Uprawia się go na martwych kłodach drzewnych i po pieczarkach jest najczęściej uprawianym grzybem na świecie[6]. Twardniki japońskie nadają się do spożycia w stanie świeżym, suszonym, nadają się do marynowania[4]. Grzyby shiitake należy poddawać obróbce cieplnej bardzo krótko, gdyż w przeciwnym razie twardnieją.
- Grzyb leczniczy, w Chinach wykorzystywany od około 100 roku naszej ery. Wspomaga prawidłowe funkcjonowanie wątroby, obniża stężenie złego cholesterolu we krwi, reguluje działanie układu odpornościowego, wspomaga pracę układu sercowo-naczyniowego i pomaga w zachowaniu gładkiej i lśniącej skóry. Zawiera 7–9 niezbędnych człowiekowi aminokwasów, jest bogatym źródłem wielu enzymów (m.in. amylazy i celulazy), ważnych minerałów i niektórych witamin (zwłaszcza A i D)[6].